# Krampusichthys
Krampusichthys è un genere estinto di pesci ossei appartenente alla famiglia Gempylidae e all’ordine Scombriformes. L'unica specie nota, Krampusichthys tridentinus, è conosciuta per resti fossili ritrovati in Provincia di Trento (Italia), in terreni risalenti all'Eocene inferiore.

## Etimologia
Il nome del genere deriva dalla creatura mitologica Krampus, tipica del folklore alpino e in particolare del Trentino-Alto Adige, dove è situata la località tipo. Il riferimento è alla dentatura dell’animale, composta da lunghi denti a forma di zanna, che ricordano l’aspetto mostruoso del Krampus. Il suffisso "-ichthys" deriva dal greco antico "ἰχθύς", che significa "pesce".
La specie tipo, Krampusichthys tridentinus, prende il nome dal latino "tridentinus", cioè "proveniente da Tridentum", l'antico nome romano di Trento.

## Descrizione
Krampusichthys tridentinus è un piccolo gempilide con una lunghezza massima inferiore a 80 mm di lunghezza standard (SL). Il corpo è moderatamente allungato, profondo e compresso lateralmente, con la massima profondità in corrispondenza delle pinne pelviche. La testa è allungata, con muso appuntito e ampia orbita centrale leggermente ovale.
La mascella superiore presenta uno o due lunghi denti a forma di zanna e fino a 29 denti conici più piccoli, mentre quella inferiore mostra tre zanne e fino a sette denti minori. Il palatino presenta piccoli denti conici. Il margine ventrale del preopercolo è finemente seghettato e l’opercolo mostra un’incisione profonda.
L’origine della pinna anale è posta in corrispondenza della seconda pinna dorsale. La pinna caudale è profondamente forcuta con 17 raggi principali (I,8+7,I) e sei o sette raggi procurrenti sia dorsali sia ventrali. Il corpo è interamente ricoperto da scaglie ctenoidi con fino a 14 raggi.

## Classificazione
I fossili provengono dalla località di Solteri (Trento), in uno strato di marna calcarea ricca di sostanza organica della Formazione di Chiusole, datata all'Ypresiano (Eocene inferiore). L’olotipo è l’esemplare MUSE-PAL 5473, uno scheletro articolato quasi completo lungo 78,2 mm SL.
Krampusichthys è attribuito alla famiglia Gempylidae sulla base delle seguenti caratteristiche: corpo semifusiforme, compresso lateralmente; mascelle grandi con zanne; presenza di una piccola supramaxilla; ridotta cresta sopraoccipitale; due pinne dorsali distinte; 32 vertebre (14+18); presenza di epineurali addominali; cinque ipurali autogeni non fusi; pinne pelviche corte e pinne pettorali più corte della testa.
Krampusichthys si distingue dai membri estinti degli Euzaphlegidae per la presenza di zanne in entrambe le mascelle, di una supramaxilla, di un apparato caudale con ipurali non fusi (al contrario delle due piastre ipurali degli Euzaphlegidae), e per l’assenza di pterigiopodi privi di raggi tra le due dorsali. Inoltre, la quantità di raggi nelle pinne impari e pari differiscono in modo significativo.

## Paleobiologia
Krampusichthys era parte della fauna mesopelagica durante l’Eocene, in un ambiente tropicale ricco di nutrienti, come testimoniato dalla straordinaria conservazione (Lagerstätte) della località di Solteri. Probabilmente si trattava di un piccolo predatore con dieta carnivora, basata su invertebrati e piccoli vertebrati.